# Вороги Джеймса Бонда
Вороги Джеймса Бонда завжди були колоритними лиходіями, терористами і агентами ворожої розвідки.

## Лиходії

### Лиходії з фільмів
| Фільм                             | Лиходій              | Актор | Об'єкт | Причина провалу                                                                                           | Доля |
| --------------------------------- | -------------------- | ----- | --- | --- | --- |
| Доктор Ноу                        | Доктор Джуліус Ноу   |       | Знищити американські ракети під час випробування | Бонд перевантажує реактор і зриває план доктора Ноу                                                       | Зварився в реакторі                                                                                                 |
| З Росії з любов'ю                 | Роза Клебб           |       | Захопити втрачену радянську шифрувальну машину і вбити Джеймса Бонда | Бонд розправляється з ворогами, разом з агентами Мі-6                                                     | Застрелена Тетяною Романовою                                                                                        |
| З Росії з любов'ю                 | Ернст Ставро Блофелд |       | Захопити втрачену радянську шифрувальну машину і вбити Джеймса Бонда | Бонд розправляється з ворогами, разом з агентами Мі-6                                                     | Вижив |
| Голдфінгер                        | Аурік Голдфінгер     |       | Підірвати атомну бомбу в Форт Нокс, зробивши радіоактивним все американське золото і зробивши свої золоті запаси єдиними.                                                             | Бонд знешкоджує бомбу у сховищі Форту.                                                                    | Засмоктало через розбитий ілюмінатор, коли Бонд і Голдфінгер билися в літаку.                                       |
| Кулькова блискавка                | Еміліо Ларго         |       | Використовувати вкрадені ядерні ракети і зажадати від Великої Британії викуп. | Ракети знищені американською береговою охороною до переказу грошей здирникам.                             | Застрелений в спину з гарпунного рушниці своєю колишньою коханкою Доміно.                                           |
| Кулькова блискавка                | Ернст Ставро Блофелд |       | Використовувати вкрадені ядерні ракети і зажадати від Великої Британії викуп. | Ракети знищені американською береговою охороною до переказу грошей здирникам.                             | Вижив |
| Живеш тільки двічі                | Ернст Ставро Блофелд |       | Захопити американський космічний корабель нібито від імені СРСР і захопити радянський космічний корабель, нібито від імені США, спровокувавши тим самим війну між двома наддержавами. | Бонд підриває космічний корабель-перехоплювач Блофельда за допомогою кнопки самознищення в ЦКП Блофельда. | Вижив |
| На секретній службі Її Величності | Ернст Ставро Блофелд |       | Шантажувати світове співтовариство загрозою поширення вірусу, що знищує худобу і зернові культури.                                                                                    | Бонд руйнує лабораторію, де вирощують віруси.                                                             | Вижив |
| Діаманти залишаються назавжди     | Ернст Ставро Блофелд |       | Створити супутник зі смертоносним променем, здатним вбити все живе на Землі. | Бонд знищує пристрій управління в лігві Блофельда, тим самим відключаючи супутник.                        | Вижив (Показано в пролозі до фільму "Тільки для ваших очей", де він знівечений і знаходиться в інвалідному кріслі). |
| Живи та дай померти               | Кананга              |       | Поширювати героїн на ринку безкоштовно, поки все конкуренти наркоринку не зникнуть і Кананга не стане монополістом.                                                                   | Знищені поля опіумного маку.                                                                              | Проковтнув газову кулю проти акул, випущену Бондом, розірвало вибухом газу.                                         |